# САМ-25
САМ-25 — советский одномоторный многоцелевой самолёт конструкции А. С. Москалёва.

## История
Самолёт был разработан в 1943 г., группой инженеров завода выпускавшего планёры, под руководством А. С. Москалёва. Основой его конструкции послужили самолёты типа САМ-5, на которых в 1937-39 гг., был установлен ряд мировых рекордов дальности и высоты полёта по классу лёгких самолётов.
На испытаниях САМ-25 показал хорошие результаты, малая посадочная скорость обусловленная механизацией крыла позволяла использовать машину на самых минимальных посадочных площадках, а дальность беспосадочного полета (1760 км.) при необходимости могла быть увеличена до 4 тыс. км. (при этом в экипаж предполагалось включить ещё одного пилота). В процессе испытаний пилотом А. Дабаховым был совершен беспосадочный перелёт по маршруту Москва — станция Заводоуковская. Летом 1943 года этим же пилотом на самолете САМ-25 с двигателем М-11Е из партизанского отряда в Москву был вывезен представитель Верховного командования (товарищ Щербаков), при этом для взлета была использована площадка длиной около 40 метров.

## Конструкция
САМ-25 представлял собой одномоторный высокоплан с вместительным фюзеляжем, переоборудование которого предполагало использование самолёта в качестве санитарного, штабного, транспортно-грузового и десантного. Для удобства погрузки крупногабаритных грузов или раненых на носилках в левом борту, кроме двери был спроектирован грузовой люк. Пассажирская кабина имела обогрев, электроосвещение, теплозвуковую изоляцию и приточно-вытяжную вентиляцию.
- Крыло — цельнодеревянное, профиль ЦАГИ Р-2с, механизированное, оборудовано автоматическими предкрылками и закрылками. Предкрылки открывались автоматически при выходе на большие углы атаки. Элероны при посадке работали вместе с закрылками.
- Хвостовое оперение — обычного типа, для облегчения управления при различных режимах полёта и центровках на рулях высоты и направления имелись управляемые триммеры.
- Шасси — неубирающееся, свободнонесущее, без осного типа с резиновой амортизацией располагавшейся внутри фюзеляжа. Полуось и задний подкос закрывались одним обтекателем.

### Технические характеристики
- Экипаж: 1 пилот (до 7 пассажиров)
- Длина: 8.02 м
- Размах крыла: 11.49 м
- Высота: 3.86 м
- Площадь крыла: 21.86 м²
- Коэффициент удлинения крыла:
- Профиль крыла: ЦАГИ Р-2с
- Масса пустого: 846 кг
- Масса снаряженного: кг
- Нормальная взлетная масса: кг
- Максимальная взлетная масса: 1280 кг
- Масса полезной нагрузки: кг
- Масса топлива и масла: кг
- Двигатели: 1× М-11Ф
- Мощность: 1× 140 л.с.

### Лётные характеристики
- Максимальная скорость:
  - у земли: 200 км/ч
  - на высоте: 170 км/ч
- Крейсерская скорость: 168 км/ч
- Посадочная скорость: 62 км/ч
- Практическая дальность: 1760 км
- Практический потолок: 4850 м
- Скороподъёмность: м/с
- Нагрузка на крыло: кг/м²
- Тяговооружённость: Вт/кг
- Максимальная эксплуатационная перегрузка: g

## Интересный факт
Крыло самолёта САМ-25 имело такой же аэродинамический профиль как крыло немецкого штабного самолёта Физелер Fi 156 Шторьх. Однако, несмотря на меньшую мощность мотора, САМ-25 обладал большей скоростью (230 км/ч против 180 км/ч) и грузоподъемностью (505 кг против 400 кг), а по взлётно-посадочным характеристикам уступал только в дистанции разбега из-за значительно меньшей тяговооруженности.